# هیلدا تابا

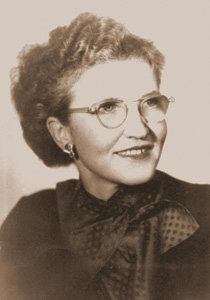
هیلدا تابا

هیلدا تابا (به انگلیسی:Hilda Taba) (۷ دسامبر ۱۹۰۲ در Kooraste استونی – ۶ ژوئیه ۱۹۶۷ در سن فرانسیسکو کالیفرنیا) یک معمار و یک نظریه‌پرداز برنامه درسی، اصلاح گر برنامه درسی و یک مربی معلم بود. تابا متولد روستای کوچک Kooraste استونی بود. نام مادرش Liisa Leht بود و پدر او یک مدیر مدرسه بهنام رابرت تابا بود. شروع مدرسه هیلدا تابا در Kanepi Parish بود. او سپس در مدرسه گرامر دختران Võru'' حضور پیدا کرد و پس از آن در دانشگاه تارتو تحصیلات خود را در مقطع کارشناسی در رشته زبان انگلیسی و فلسفه به پایان رساند. زمانی که به تابا برای حضور در کالج برین مایر در پنسیلوانیا فرصت داده شد او مدرک کارشناسی ارشد خود را به دست آورد. پس از اتمام مدرک خود در برین مایر، در دانشگاه کلمبیا به عنوان استاد دانشگاه حضور یافت. او درخواست کار در دانشگاه تارتو را داد اما درخواست او رد شد چرا که او زن بود پس از آن مدیر برنامه درسی در مدرسه دالتون در شهر نیویورک شد.

## نویسنده
هیلدا تابا دانشجوی جان دیویی بود؛ او اولین پایان‌نامه اش پس از تحصیل را با او نوشت و در مجموع هفت کتاب نوشت. پایان‌نامه او با عنوان پویایی آموزش: یک روش پیشرفته تفکر آموزشی (۱۹۳۲) با تمرکز بر آموزش برای دموکراسی است.

## رویکرد
هیلدا تابا در شصت چهار سالگی درگذشت در حالی که او هنوز هم الهام بخش و مربی شاگردان خود بود، شاگردان او کارش را ادامه دادند. بسیاری از دانش آموزانش که اعضای موسسه‌ای برای توسعه کارکنان در میامی بودند از ایده‌های تابا برای ایجاد چهار استراتژی تفکر که به عنوان رویکرد تابا شناخته شده‌است استفاده کردند. چهار استراتژی عبارتند از: مفهوم توسعه، تفسیر داده‌ها، استفاده از تعمیم و تفسیر احساسات و نگرش‌ها و ارزش‌ها است.